# Gaëtan Vassart
 (novembre 2022).
Si vous disposez d'ouvrages ou d'articles de référence ou si vous connaissez des sites web de qualité traitant du thème abordé ici, merci de compléter l'article en donnant les références utiles à sa vérifiabilité et en les liant à la section « Notes et références ».
Gaëtan Vassart est un acteur et metteur en scène franco-belge né à Bruxelles.

## Biographie
Gaëtan Vassart étudie à l'Institut National Supérieur des Arts du Spectacle de Bruxelles (INSAS), puis en classe libre aux Cours Florent avant d'intégrer le Conservatoire national supérieur d'art dramatique  dont il est diplômé en 2004.
Il tourne sous la direction notamment de Pierre Schoeller (L'Exercice de l’État, FIF Cannes Un certain regard), Jean-Xavier De Lestrade ou dernièrement Thierry de Peretti (Enquête sur un scandale d'État).
Il est révélé en 2016, par sa mise en scène Anna Karénine - les bals ou on s’amuse n’existent plus pour moi d’après Léon Tolstoï au Théâtre de la Tempête, Cartoucherie de Vincennes avec Golshifteh Farahani dans le rôle-titre, spectacle qui reçoit un bon accueil critique,,,,,,,.
Il met en scène Mademoiselle Julie de Strindberg  puis Bérénice de Jean Racine au Théâtre des Quartiers d'Ivry, dernier volet d'une trilogie autour des grandes héroïnes féminines, avec notamment Valérie Dréville, spectacle qui reçoit un bon accueil critique.
Pour Floréal Films, Gaëtan Vassart coécrit avec Jean-Claude Carrière Cécile et l'épicier, long métrage d'après Les simples prétextes du bonheur de Nahal Tajadod (Éditions Lattès).
Gaëtan Vassart réalise des courts métrages dans le cadre d'ateliers avec des lycéens de Seine Saint-Denis sur la thématique de l'exil, en partenariat avec la DRAC - Ministère de la Culture.
En 2022, il réalise avec Sabrina Kouroughli le court métrage À corps perdu, produit par Haïku Films.

## Filmographie

### Acteur
- 2006: Terminus, court métrage de Francis Perrin / sélection Talents Cannes 2006  / rôle: François
- 2009: Trois chambres, court métrage de Chloé Thomas / rôle: L'homme
- 2009: Parcours meurtrier d'une mère ordinaire, l'affaire Courjault, téléfilm de Jean-Xavier de Lestrade - France 2 / rôle: Jean-Louis Courjault
- 2011: L'Exercice de l'État, long métrage de Pierre Schoeller - Archipel 35, Les films du fleuve, sélection Un certain regard FIF Cannes 2011/ rôle: Loïk
- 2015: Malaterra, Mini-série de Jean-Xavier de Lestrade et Laurent Herbiet - France 2 / rôle: Kevin Costa
- 2021: Enquête sur un scandale d'État, long métrage de Thierry de Peretti - Les Films Velvet / Gaëtan
- 2022: A corps perdu , court métrage de Sabrina Kouroughli et Gaëtan Vassart /  Prix du meilleur Acteur Gaëtan Vassart au FIF Cinefem 202

## Réalisation
- 2022: A corps perdu , court métrage, Haïku Fims

## Théâtre

### Mise en scène
- 2013 : Peau d'ourse, d'après le Pentamerone, mise en voix à la Maison de Radio France, Festival Viva Italia avec Anne Alvaro
- 2014 : Toni M (Les pieds sur terre, la tête dans les étoiles et onze millions six cent mille euros dans mon dos) texte de Gaëtan Vassart, Théâtre des Halles, Festival d'Avignon (Ce texte a reçu l'aide à la création du Centre national du théâtre), à la Mousson d'été et au Théâtre des Halles, Festival d'Avignon[12].
- 2015 : Retour, texte de Gaëtan Vassart, mise en lecture à la Chartreuse de Villeneuve Lez Avignon après une résidence d'écriture ( ce texte a reçu les Encouragements du Centre National du Théâtre )
- 2016 : Anna Karénine - Les bals où on s’amuse n’existent plus pour moi, d'après Léon Tolstoï, Théâtre de la Tempête et tournée.
- 2018 : Home, part 1 de Naghmeh Samini, Festival International Fajr à Téhéran, avec le soutien de l’Ambassade de France à Téhéran, Aftab Hall Theatre.
- 2018 : Mademoiselle Julie, d'August Strindberg, Comédie de Picardie, coproduction avec la Scène nationale d’Albi[9].
- 2019 : Bérénice, de Jean Racine, CDN du Val-de-Marne, Manufacture des Œillets et le Théâtre du jeu de Paume d'Aix-En- Provence
- 2019 : Petit frère d'après Aïda Aznavour, Grand Théâtre de la Ville du Luxembourg.
- 2022: L'art de perdre, d'Alice Zeniter, au 11•Avignon, coproduction Théâtre Gérard Philippe - CDN de Saint-Denis, collaboration à la mise en scène de Sabrina Kouroughli
- 2023 : Petit frère d'après Aïda Aznavour, Caserne des Pompiers, Festival d’Avignon.

### Acteur
- 2003 : Préparatifs d'immortalité de Peter Handke, m.s. Joël Jouanneau, Théâtre Ouvert - Le pourchasseur d'espace
- 2003 : Pseudolus de Plaute, m.s. Brigitte Jaques-Wajeman, Auditorium du Louvre
- 2004 : Hôtel fragments d’après Tchekhov, m.s. Gérard Desarthe - Ivanov
- 2004 : Meurtres de la Princesse juive de Armando Llamas, m.s. Philippe Adrien, Théâtre de la Tempête, Piccolo Teatro (Milan) - Roger
- 2004 : Sur le vif (2) l’école le Gai Savoir, m.s. Gilberte Tsaï, Centre dramatique national de Montreuil
- 2004 : Yvonne, princesse de Bourgogne de Witold Gombrowicz, mise en scène Philippe Adrien, Théâtre du Conservatoire, Théâtre de la Tempête - Le prince/ Innocent
- 2005 : La Répétition des erreurs d'après Shakespeare, m.s. Marc Feld, Théâtre national de Chaillot - Batlthazar
- 2005 : Un Songe, une nuit d’été d'après Shakespeare, m.s. Pauline Bureau, Théâtre du Ranelagh - Obéron
- 2006 : Dons, Mécènes et Adorateurs, d'Ostrovski, m.s. Bernard Sobel, Théâtre de Gennevilliers, Théâtre du Nord - Gavril Petrovitch
- 2006 : Pœub! de Serge Valletti, m.s. Michel Didym, Théâtre des Célestins, Théâtre de la Criée, Théâtre national de la Colline - Clarb Brentanos
- 2007 : Le Mendiant ou la Mort de Zand de Iouri Olecha, m.s. Bernard Sobel, Théâtre national de la Colline, Théâtre national de Strasbourg - Chlippenbach
- 2008 : Les vacances de Monsieur Hulot revisited, de Jean-Claude Carrière, m.s. Laura Shroeder, Cinémathèque du Luxembourg - Monsieur Hulot
- 2009 : La Pierre de Marius von Mayenburg, m.s. Bernard Sobel, Théâtre de Dijon - Wolfgang
- 2010 : La Pierre de Marius von Mayenburg, m.s. Bernard Sobel, Théâtre national de la Colline, Théâtre du Nord - Wolfgang
- 2010 : Amphitryon (Kleist) Amphitryon de Heinrich von Kleist, mise en scène Bernard Sobel, MC 93 Bobigny, rôle - Sosie
- 2013 : Femme de chambre de Markus Orth, m.s. Sarah Capony, Théâtre 13, La Mousson d'été: L'homme
- 2013 : Hannibal de Grabbe, m.s. Bernard Sobel, Théâtre national de Strasbourg, T2G, CADO, Théâtre de la Liberté de Toulon - Gisgon
- 2014 : Toni M , texte et m.s. Gaëtan Vassart, Théâtre des Halles Avignon - Toni Musulin
- 2016 : Le Cid, de Corneille, m.s Yves Beaunesne, CDN Poitou Charentes - Don Sanche
- 2019 : Bérénice, de Jean Racine, m.s. Gaëtan Vassart , CDN du Val-de-Marne, Manufacture des Œillets, Théâtre du Jeu de Paume - Paulin
- 2024: L'art de perdre, d'Alice Zeniter, m.s Sabrina Kouroughli, coproduction Théâtre Gérard Philippe - CDN de Saint-Denis - rôle Ali

## Discographie
- 2008 : EP 6 titres, éponyme
- 2011 : Live aux Francofolies de Spa
- 2012 : Album Place du Sablon[13], label Igloo Records avec le soutien de la Fédération Wallonie-Bruxelles.

## Distinctions
- Récompenses FILM A CORPS PERDU (15' , 2022): Prix du meilleur Acteur Gaëtan Vassart au FIF Cinefem 2023 ; Mumbai International Cinema 4 Screen Film Festival (India, 2023) – Best Short, au 11ème New Dehli International Short Film Festival (ISFF 2022) – Prix Mention Spéciale, au 33e KINOFORUM CURTA (Brazil, 2023) – Prix SescTVSão Paulo International Short film festival (ISFF), CINEXPOSÉ FILM FESTIVAL - Festival du Film Indépendant de New York (USA, 2023); Seoul International Film Festival (SESIFF)...
- Sélections 33ème Festival International du court métrage de São Paulo (Sāo Paulo ISFF 2022), ·      14ème Festival international du Film de Séoul  (SESIFF 2022)   ·      34ème Marathon du Cinéma Fantastique et d'Horreur de Sants (Barcelone, 2022)  ·     Prix Mention Spéciale - 11ème New Dehli International Short Film Festival (ISFF 2022) ; Prix SescTV au 33e KINOFORUM CURTA (Brazil, 2023); Winner 2023 Best Short Film -Mumbai International Cinema 4 Screen Film Festival (India, 2023)  ·      Festival International d'Art et de Cinéma Indépendant du Mexique (MIAX), 2022    ·      23ème Festival international du 1er film de Pontault-Combault, 2022    ·      Festival AQP Audiovisuel et Cinéma (Arequipa, Pérou, 2022)  ·      3ème Festival international Diogenes du Court Métrage de Tbilissi (Géorgie, 2022)  ·      Festival International du Film Akida de Séville, 2023  ·      6th Festival international de Fescilmar du Venezuela, 2022  ·      Festival WomenTime ! IIe Festival international du film des femmes des îles Canaries, 2022. ·      13ème Festival international du Film d'horreur de Valparaiso (Chili, 2022) ·      Amity International Film Festival (AIFF, India, 2022)   ·      16ème Festival international du film des Droits Humains de Molins de Rei (Barcelone, 2023) ·     Festival International du film  de Gandhara (Pakistan, 2023) ·     Festival International du film de Piélagos (Espagne, 2023)·       Festival International du Film Cine Villa de Orgaz (Tolède, 2023) ·      Mostra Oudeis International Film Festival, Rome (Italie, 2023) ·     Mediterraneo Festival Corto 2023, Scalea (Italie, 2023) ·         CINEXPOSÉ FILM FESTIVAL - Festival du Film indépendant de New York (USA, 2023) ·         18ème International Black Gold Film Festival de Cine Oro Negro, Veracruz (Mexique, 2023) ·      XVIe Festival international du film sous la lune d'Islantilla, Huelva (Espagne, 2023)·      9ème Filmy Monks International Film Festival, Bombay (India, 2023)·      Actrum International Film Fest -AIFF, Madrid (Spain, 2023)·      Stuff Mx Film Fest - International Independent Film Festival of Mexico (2023) ·     CineEco 2023 - 29th Serra da Estrela International Environmental Film Festival - Seia / Portugal (International Short and Medium-length Film Competition)·     11th Resistencia International Film Fest, Concepción (Chile, 2023)·     The 5th Ensenada International Film Festival (FICE), Buenos Aires (Argentina, 2023)·     The 8th Lights Cameros Action, La Rioja (Spain, 2023)·     28th Portobello Film Festival London (England, 2023)[11]
- 2012: Encouragements du Centre National du Théâtre/Artcena  pour le texte dramatique " Retour en loge."
- 2011 : Lauréat du Centre National du Théâtre/Artcena  pour le texte dramatique " Toni M."
- 2008 : Lauréat de « Musique à la française » du Conseil de la Musique de Bruxelles: Prix de l'auteur de la SABAM, Prix du Ministre-Président de Bruxelles Capitale, Prix RTL, Prix Yamaha // Prix Pierre Delanoë 2008, à l’Olympia - Bruno Coquatrix // Lauréat de "Ça balance pas mal à Liège 2009"
- 2007 : Lauréat 2007 du « Centre de la Chanson » de Paris, récompensé du Prix de la SACEM. // Lauréat « Franc’off 2007 » aux Francofolies de Spa : Prix Francosessions, Prix Fnac, prix de la Résidence la Condition publique de Roubaix.